# Kinas högste ledare
Kinas högste ledare, i egentlig betydelse "högsta ledaren för partiet (Kinas kommunistiska parti) och staten (Folkrepubliken Kina)". I modern kinesisk politik är denna titel inofficiellt synonym med den politiska ledaren i Folkrepubliken Kina.
Fram till mitten av 1990-talet kunde Kinas högste ledare utöva makt utan att nödvändigtvis hålla någon officiell eller formell betydande statlig post. Det mest anmärkningsvärda exemplet är den förre kinesiske ledaren Deng Xiaoping, som höll i den högsta makten i Folkrepubliken Kina från 1978 till 1992 utan att officiellt inneha något av de högsta politiska ämbetena.
Sedan en institutionalisering av makten inom Kina skett har den politiska makten blivit mycket mer förknippad med innehavet av politiska uppdrag. Sedan överföringen av makten till Hu Jintao och den fjärde generationens ledarskap, har tidigare generationers ledare, Jiang Zemin, Li Peng och Zhu Rongji, inte spelat en aktiv roll i det politiska beslutsfattandet. Kinas kommunistiska partis generalsekreterare är högsta ledare i Kina och den nuvarande högste ledaren är Xi Jinping (sedan 2012).
Den högste ledaren innehar oftast följande poster:
- Generalsekreterare för centralkommittén i Kinas kommunistiska parti
- Folkrepubliken Kinas president[1]
- Ordförande för den centrala militärkommissionen

## Lista över Kinas högste ledare
| Bild                                              | Namn                             | Ämbeten                                    | Period                              | Högsta ledare                                             | Ideologi                           |
| ------------------------------------------------- | -------------------------------- | ------------------------------------------ | ----------------------------------- | --------------------------------------------------------- | ---------------------------------- |
|                                                   | Mao Zedong 毛泽东 (1893–1976)    | Ordförande för KKP Politbyrå               | 20 mars 1943 – 28 september 1956    | 1 oktober 1949 ↓ 9 september 1976 (26 år och 344 dagar)   | Mao Zedongs tänkande               |
| Ordförande för KKP Centrala sekreteriat           | Mao Zedong 毛泽东 (1893–1976)    |                                            | 20 mars 1943 – 28 september 1956    | 1 oktober 1949 ↓ 9 september 1976 (26 år och 344 dagar)   | Mao Zedongs tänkande               |
| Ordförande för KPP Centralkommittén               | Mao Zedong 毛泽东 (1893–1976)    | 19 juni 1945 – 9 september 1976            |                                     | 1 oktober 1949 ↓ 9 september 1976 (26 år och 344 dagar)   | Mao Zedongs tänkande               |
| Folkrepubliken Kinas premiärminister              | Mao Zedong 毛泽东 (1893–1976)    | 1 oktober 1949 – 27 september 1954         |                                     | 1 oktober 1949 ↓ 9 september 1976 (26 år och 344 dagar)   | Mao Zedongs tänkande               |
| Ordförande för KFPRK Nationella kommitté          | Mao Zedong 毛泽东 (1893–1976)    | 9 oktober 1949 – 25 december 1954          |                                     | 1 oktober 1949 ↓ 9 september 1976 (26 år och 344 dagar)   | Mao Zedongs tänkande               |
| Ordförande för den Centrala militärkommissionen   | Mao Zedong 毛泽东 (1893–1976)    | 8 september 1954 – 9 september 1976        |                                     | 1 oktober 1949 ↓ 9 september 1976 (26 år och 344 dagar)   | Mao Zedongs tänkande               |
| Folkrepubliken Kinas president                    | Mao Zedong 毛泽东 (1893–1976)    | 27 september 1954 – 27 april 1959          |                                     | 1 oktober 1949 ↓ 9 september 1976 (26 år och 344 dagar)   | Mao Zedongs tänkande               |
|                                                   | Hua Guofeng 华国锋 (1921–2008)   | Folkrepubliken Kinas premiärminister       | 7 februari 1976 – september 1980    | 9 september 1976 ↓ 22 december 1978 (2 år och 104 dagar)  | De två vad som                     |
| Vice ordförande för KKP Centralkommittén          | Hua Guofeng 华国锋 (1921–2008)   | 7 april 1976 – 7 oktober 1976              |                                     | 9 september 1976 ↓ 22 december 1978 (2 år och 104 dagar)  | De två vad som                     |
| Ordförande för KKP Centralkommittén               | Hua Guofeng 华国锋 (1921–2008)   | 9 september 1976 – 22 december 1978        |                                     | 9 september 1976 ↓ 22 december 1978 (2 år och 104 dagar)  | De två vad som                     |
| Ordförande för den Centrala militärkommissionen   | Hua Guofeng 华国锋 (1921–2008)   | 6 oktober 1976 – 28 juni 1981              |                                     | 9 september 1976 ↓ 22 december 1978 (2 år och 104 dagar)  | De två vad som                     |
|                                                   | Deng Xiaoping 邓小平 (1904–1997) | Folkrepubliken Kinas vice premiärminister  | 17 januari 1975 – 18 juni 1983      | 22 december 1978 ↓ 12 oktober 1992 (13 år och 295 dagar)  | Deng Xiaoping-teorin               |
| Ordförande för KFPRK Nationella kommitté          | Deng Xiaoping 邓小平 (1904–1997) | 8 mars 1978 – 17 juni 1983                 |                                     | 22 december 1978 ↓ 12 oktober 1992 (13 år och 295 dagar)  | Deng Xiaoping-teorin               |
| Ordförande för KKP Centrala militärkommissionen   | Deng Xiaoping 邓小平 (1904–1997) | 28 juni 1981 – 9 november 1989             |                                     | 22 december 1978 ↓ 12 oktober 1992 (13 år och 295 dagar)  | Deng Xiaoping-teorin               |
| Ordförande för KKP Centralrådgivande kommissionen | Deng Xiaoping 邓小平 (1904–1997) | 13 september 1982 – 2 november 1987        |                                     | 22 december 1978 ↓ 12 oktober 1992 (13 år och 295 dagar)  | Deng Xiaoping-teorin               |
| Ordförande för PRC Centrala militärkommissionen   | Deng Xiaoping 邓小平 (1904–1997) | 6 juni 1983 – 19 mars 1990                 |                                     | 22 december 1978 ↓ 12 oktober 1992 (13 år och 295 dagar)  | Deng Xiaoping-teorin               |
|                                                   | Jiang Zemin 江泽民 (1926–)       | Generalsekreterare för KKP Centralkommitté | 24 juni 1989 – 25 november 2002     | 12 oktober 1992 ↓ 19 september 2004 (11 år och 343 dagar) | Tre representationer               |
| Ordförande för KKP Centrala militärkommissionen   | Jiang Zemin 江泽民 (1926–)       | 9 november 1989 – 19 september 2004        |                                     | 12 oktober 1992 ↓ 19 september 2004 (11 år och 343 dagar) | Tre representationer               |
| Ordförande för PRC Centrala militärkommissionen   | Jiang Zemin 江泽民 (1926–)       | 19 mars 1990 –13 mars 2005                 |                                     | 12 oktober 1992 ↓ 19 september 2004 (11 år och 343 dagar) | Tre representationer               |
| Folkrepubliken Kinas president                    | Jiang Zemin 江泽民 (1926–)       | 27 mars 1993 – 15 mars 2003                |                                     | 12 oktober 1992 ↓ 19 september 2004 (11 år och 343 dagar) | Tre representationer               |
|                                                   | Hu Jintao 胡锦涛 (1942–)         | Generalsekreterare för KKP Centralkommitté | 15 november 2002 – 15 november 2012 | 19 september 2004 ↓ 15 november 2012 (8 år och 57 dagar)  | Vetenskapliga utvecklingskonceptet |
| Folkrepubliken Kinas president                    | Hu Jintao 胡锦涛 (1942–)         | 15 mars 2003 –                             |                                     | 19 september 2004 ↓ 15 november 2012 (8 år och 57 dagar)  | Vetenskapliga utvecklingskonceptet |
| Ordförande för KKP Centrala militärkommissionen   | Hu Jintao 胡锦涛 (1942–)         | 19 september 2004 – 15 november 2012       |                                     | 19 september 2004 ↓ 15 november 2012 (8 år och 57 dagar)  | Vetenskapliga utvecklingskonceptet |
| Ordförande för PRC Centrala militärkommissionen   | Hu Jintao 胡锦涛 (1942–)         | 13 mars 2005 –                             |                                     | 19 september 2004 ↓ 15 november 2012 (8 år och 57 dagar)  | Vetenskapliga utvecklingskonceptet |
|                                                   | Xi Jinping 习近平 (1953–)        | Generalsekreterare för KKP Centralkommitté | 15 november 2012 –                  | 15 november 2012 ↓ Nuvarande (12 år och 268 dagar)        | Xi Jinpings tänkande               |
| Ordförande för KKP Centrala militärkommissionen   | Xi Jinping 习近平 (1953–)        |                                            | 15 november 2012 –                  | 15 november 2012 ↓ Nuvarande (12 år och 268 dagar)        | Xi Jinpings tänkande               |
| Folkrepubliken Kinas vicepresident                | Xi Jinping 习近平 (1953–)        | 15 mars 2008 –                             |                                     | 15 november 2012 ↓ Nuvarande (12 år och 268 dagar)        | Xi Jinpings tänkande               |